# Cerro Tuzgle
Cerro Tuzgle è uno stratovulcano situato nella parte nord-ovest dell'Argentina.
Dista 23 chilometri a nord-ovest di San Antonio de los Cobres nel dipartimento di Dipartimento di Los Andes della Provincia di Salta.